# Kőszegfalva
Kőszegfalva Kőszeg városrésze, korábbi nevén Svábfalu, németül: Schwabendorf, amelyet a Rákóczi-szabadságharcot követően a Rajna-vidéki Württemberg területéről érkezett telepesek alapítottak Kőszeg város meghívására.

## Fekvése
Kőszegfalva a Kőszegi járásban, Vas vármegye északnyugati részén, a történelmi belvárostól jól elhatárolódva délkeletre, a 87-es főútról Nemescsó felé letérve, a 8636-os út mentén fekszik. A településrész nyugati határát a Szombathely–Kőszeg-vasútvonal képezi, melynek vasúti megállója is van itt, Kőszegfalva megállóhely. Határában épült a Kőszeg–Lukácsháza-víztározó.

## Történelem
A római korból az egykori TSZ bejáratánál vízvezeték építése közben 1961-ben részlegesen feltárt, majd visszatemetett villagazdaság maradt ránk.

### Kőszegfalva alapítása
Kőszeg megalapításától kezdődően a város területéhez tartozott, ott mezőgazdasági területek terültek el. 1710-ben a várost Béri Balogh Ádám sikertelen ostromot követően felgyújtotta, amihez a pestis és a rossz termésű évek társultak. 1711-ben a szatmári békét követően a város célja a lakosságszám növelése volt.
A városi tanács levélben kereste fel Württemberg vezetőit és telepeseket kért. 1712. július 22-én aláírták a betelepedési megállapodást. Az első négy család 1713. május 9-én érkezett a sváb Kimratshofen faluból, Kempten (Allgäu) közeléből, és részükre földet osztottak. A falu akkor Württemberghez tartozott, 1800 után csatolták Bajorországhoz.A község mindenkori bírája köteles volt helyi krónikát vezetni.  1760-ban 24 családot jegyeztek fel, ahol a családfők iparosok: kőművesek, ácsok voltak. A sváb és osztrák közötti jelentős nyelvi különbségek mutatkoztak, de sokuk – elsősorban a nők – 1900-as évekig a magyart sem beszélték.

### Fejlődése
1722-ben harangot vettek, 1752-ben kápolnát építettek, amely hű mása volt a temetőben ma is állónak. 1724-től rendes adófizetői Kőszegnek. 1750-ben pusztított az első tűzvész,majd a sorozatos pusztításokat követően a házakat 1865-ben cseréppel fedik.
1850-ben elbontották a főutcán álló kápolnát és helyére templomot építettek, amit 1853. november 13-án fel is szenteltek. 
1896-ban a magyarosítás keretében Svábendorf helyett megkapta a Kőszegfalva elnevezést. Ebben az évben adták át a temetőt.  1938-ban kapott csak vasúti megállót a városrész a Szombathely–Kőszeg-vasútvonalon. 1942-ben megalakult a Volksbund és a Deutsche Jugend helyi szervezete.
A második világháború után tömeges névmagyarosítás történt, majd 1946. május 20-án a kitelepítés következett, 91 főt érintve. 
1969-ben Kőszeg III. kerülete nevet kapta.
1990 után a Vadvirág utca kialakításával a területe jelentősen megnőtt. Helyben német nemzetiségi óvoda működik.

## Nevezetességei
- Szent Lénárd templom, Kőszegfalvi utca
- Temető kápolna, mely a templom előtt álló egykori kápolna másolata
- Kőszeg–Lukácsháza-víztározó
- Szarvas forrás a falutól keletre lévő erdőben.

## Képgaléria

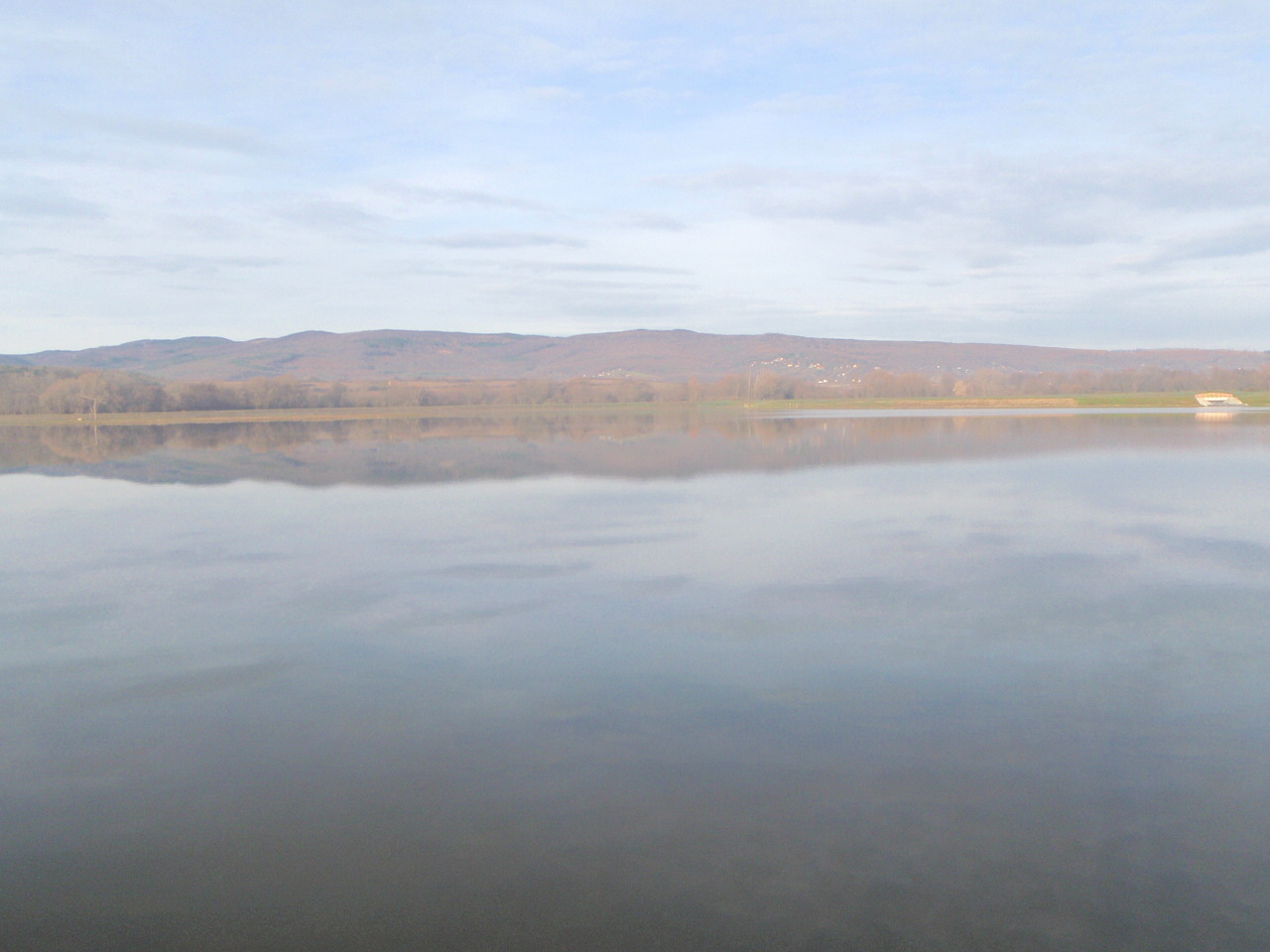
A városrész nyugati oldalán található a Kőszeg–Lukácsháza-víztározó
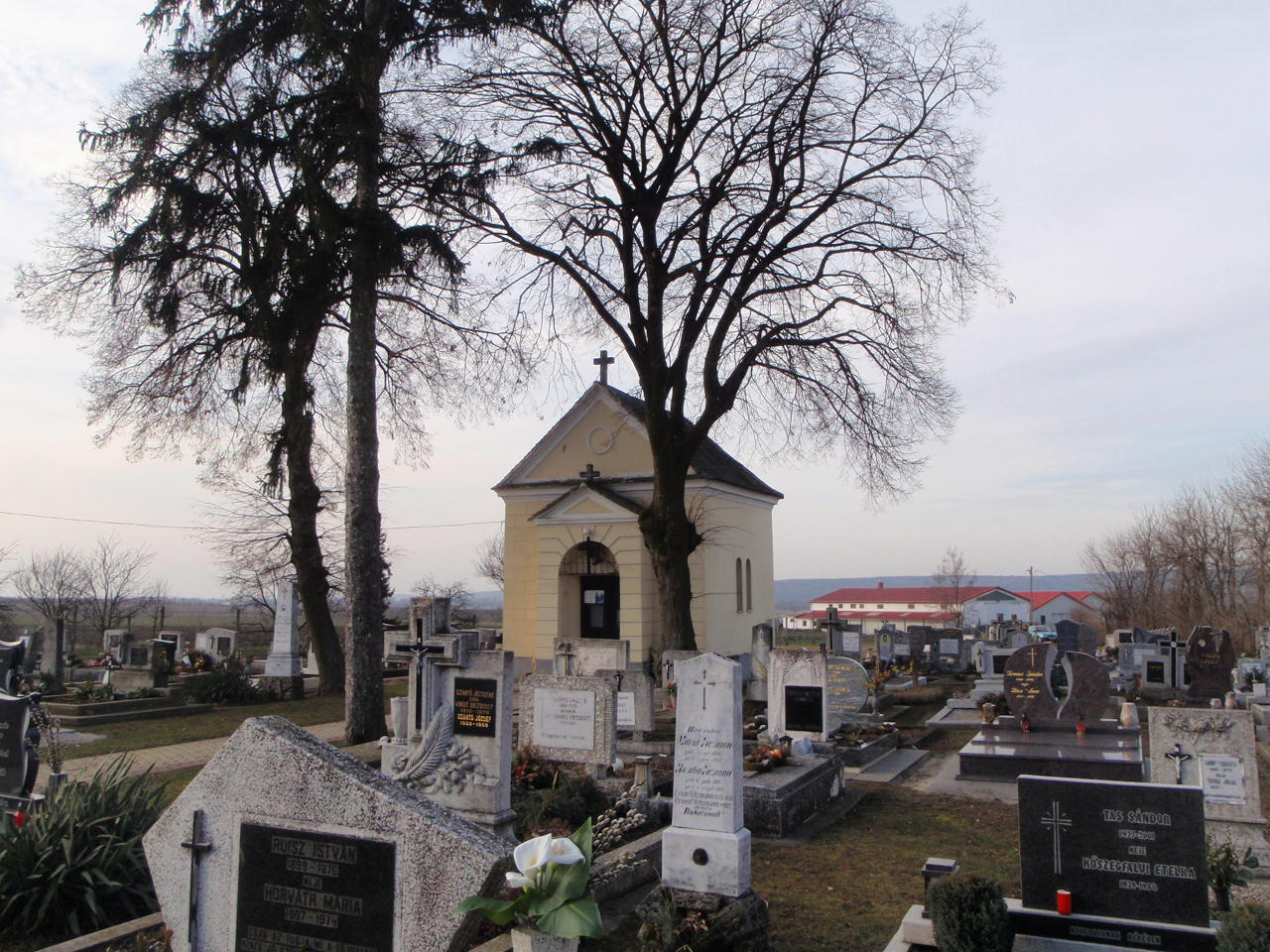
Temető kápolna, az egykori templom másolata
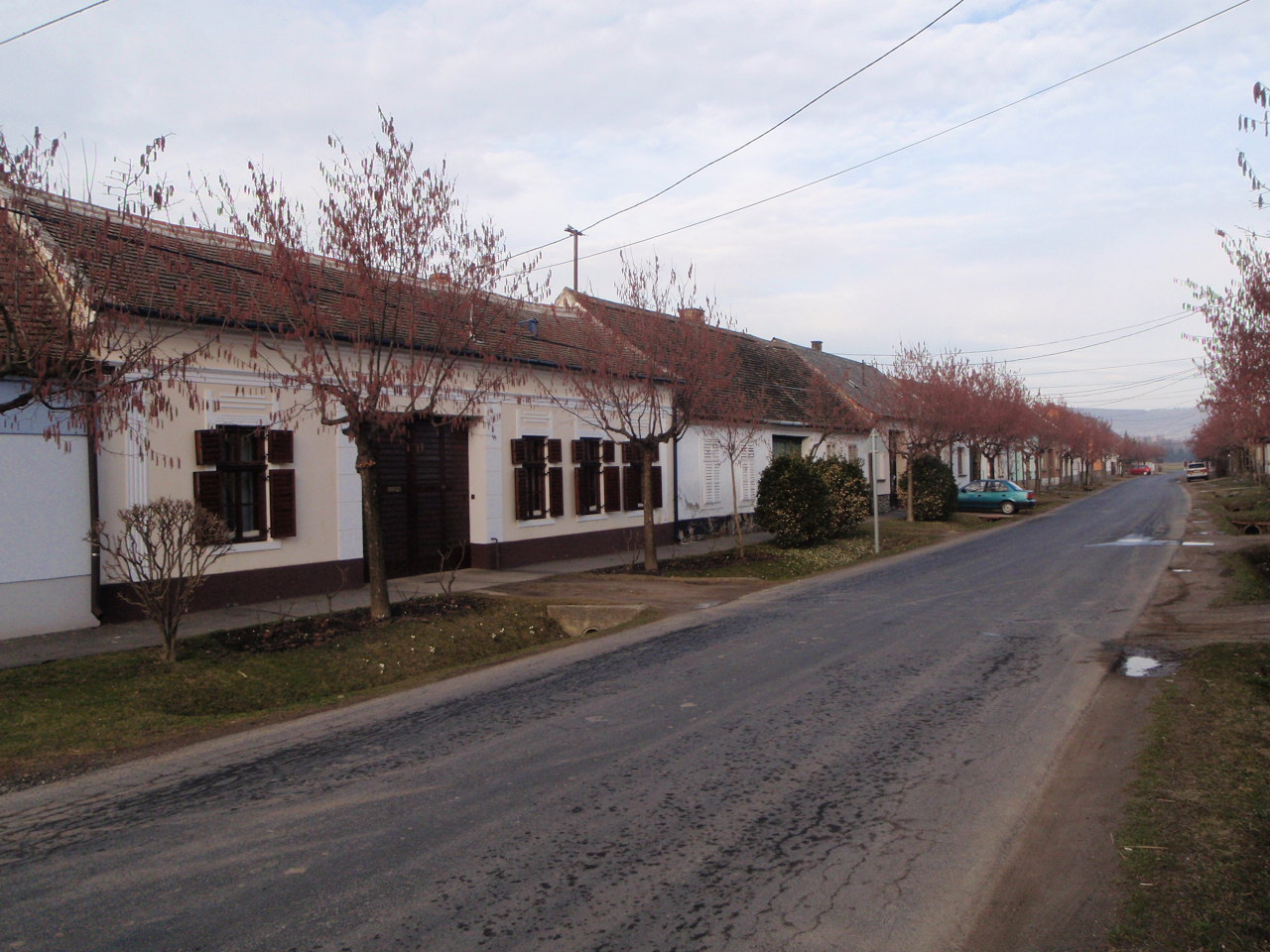
A Kőszegfalvi utca
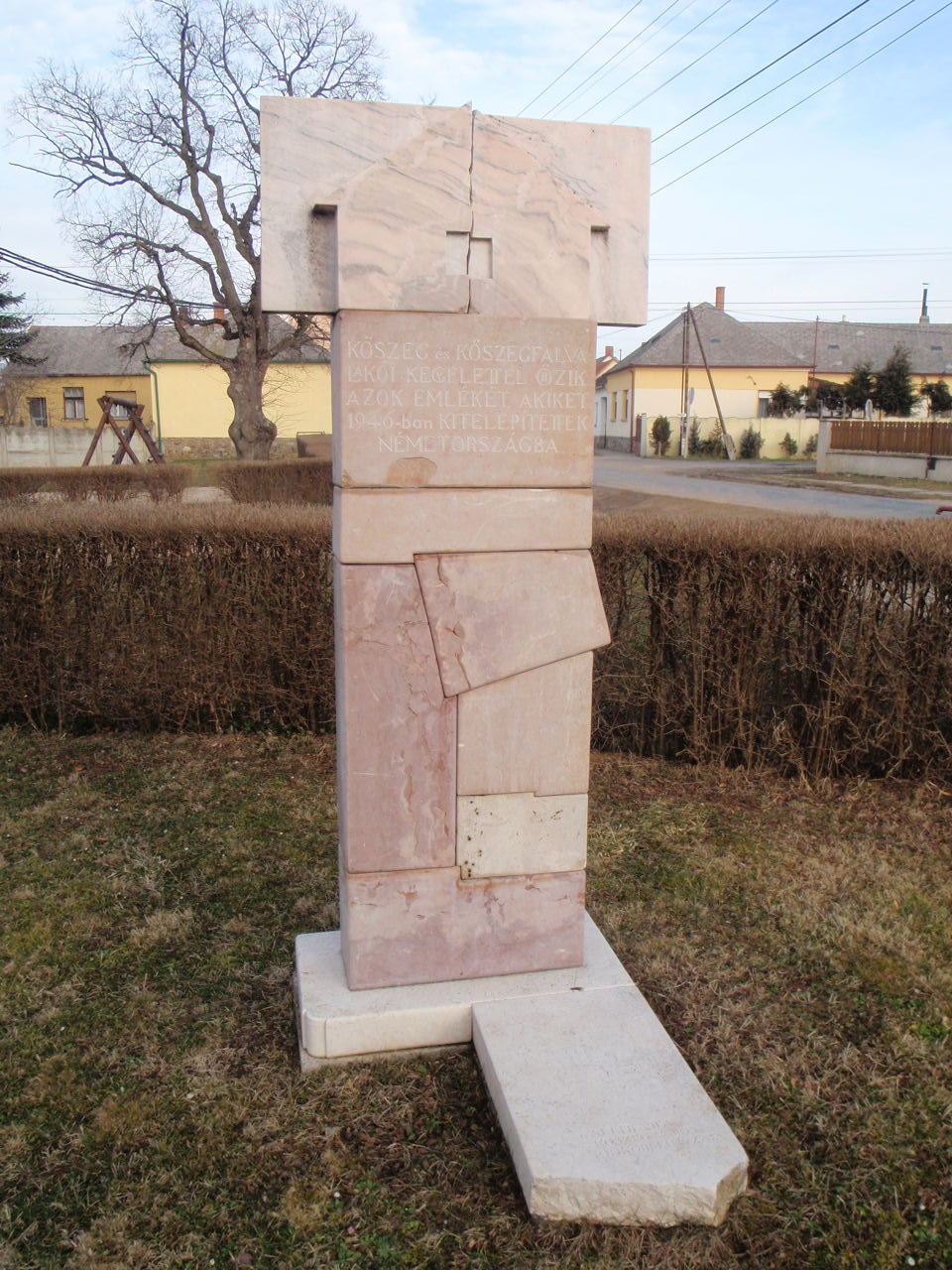
Kitelepítési emlékmű
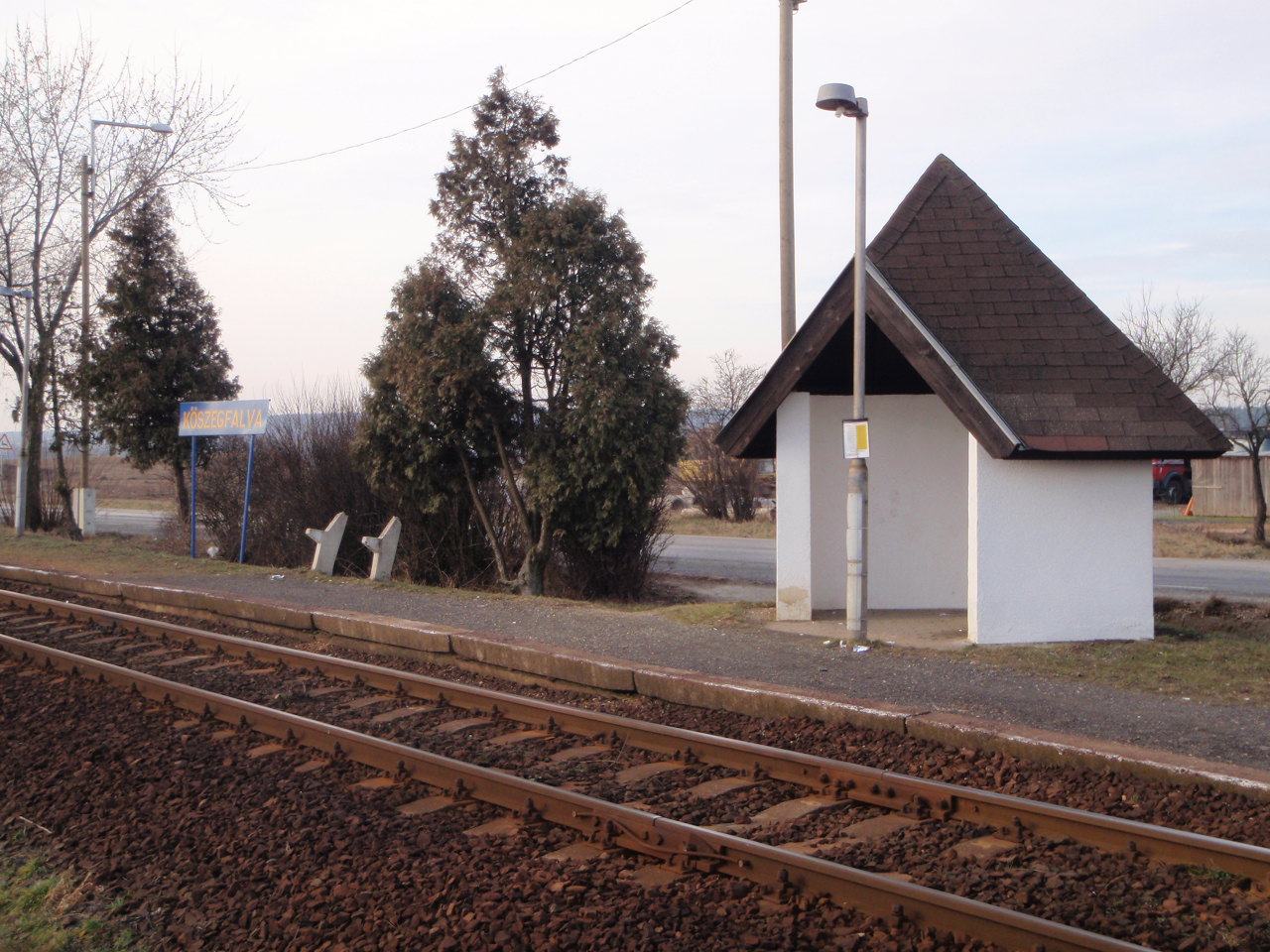
Vasúti megálló a Szombathely–Kőszeg-vasútvonal
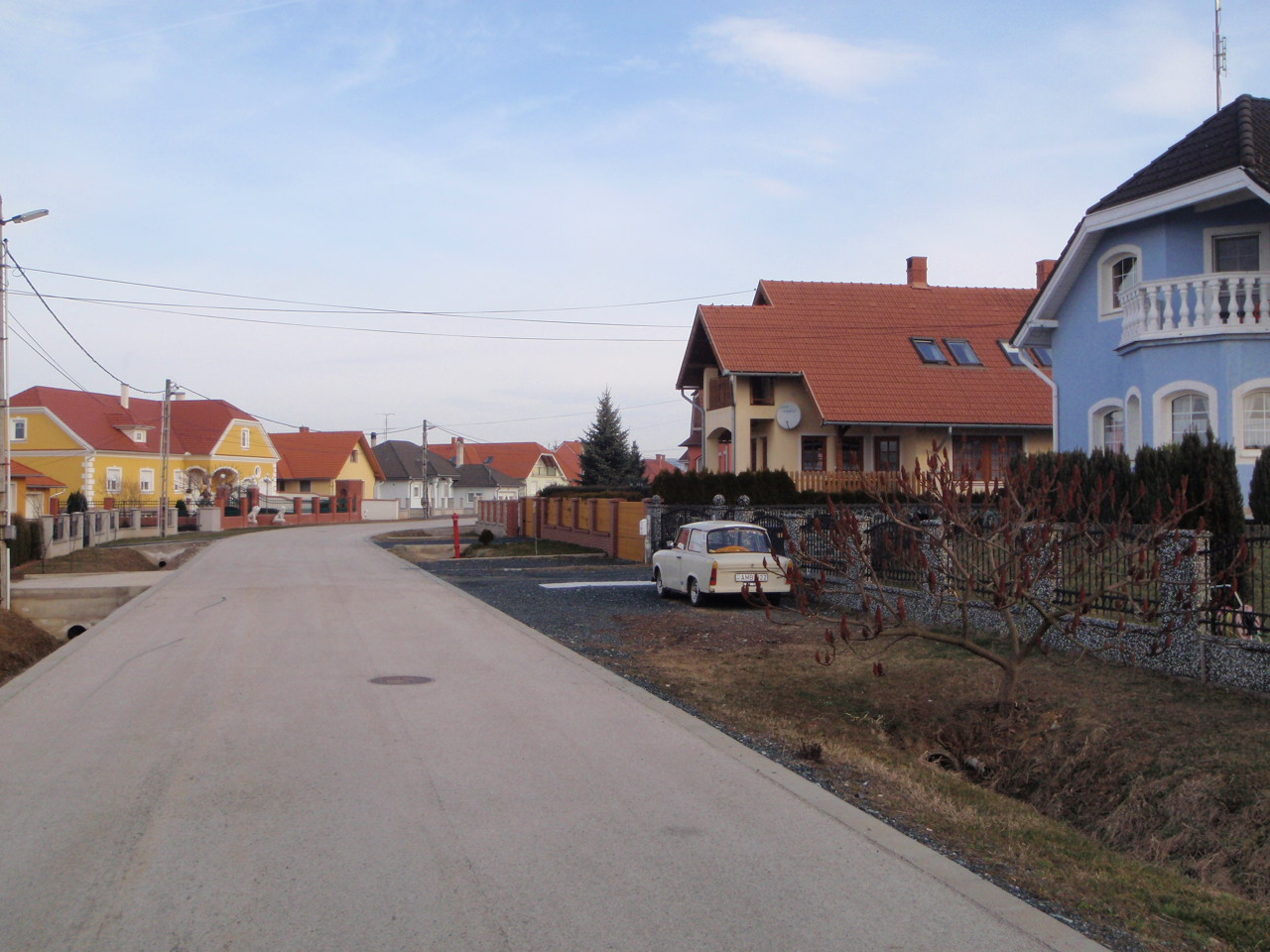
Az új házak a Vadvirág utcában